# Associação Mundial de Zoológicos e Aquários
A Associação mundial de zoológicos e aquários (World Association of Zoos and Aquariums(em inglês) (WAZA), é uma organização da comunidade mundial de jardins zoológicos e aquários.
Criada originalmente em 1935 em Basileia (Suíça) sob o nome de União Internacional de Diretores de Jardins Zoológicos ('International Union of Directors of Zoological Gardens(em inglês) (IUDZG), foi dissolvida durante a Segunda Guerra Mundial e recriada novamente no ano de 1946 em Roterdã (Países Baixos) por um grupo de diretores de zoológicos de países aliados ou neutros. Somente no ano de 2000 a associação mudou o nome para o qual é conhecida hoje.
Desde 1950 a associação é membro da União Internacional para a Conservação da Natureza e dos Recursos Naturais (UICN).